# Forcipomyia mira
Forcipomyia mira är en tvåvingeart som beskrevs av Oskar Augustus Johannsen 1931. Forcipomyia mira ingår i släktet Forcipomyia och familjen svidknott. Inga underarter finns listade i Catalogue of Life.